# Nova Friburgo
Nova Friburgo es un municipio brasileño del estado de Río de Janeiro. Se encuentra en la montañosa región centro-norte del estado, en la Mesorregión del Centro Fluminense, a 22°16'55" de latitud sur y 42°31'52" de longitud oeste, a una altitud promedio de 985 metros. Comprende un área total de 933,4 km².
Su población, de acuerdo con el censo brasileño de 2010 del Instituto Brasileño de Geografía y Estadística, era de 182 082 habitantes. Las principales actividades económicas son basadas en la industria de la ropa íntima, la olericultura, la cría de cabras y la industria (textil, indumentaria, metalurgia y turismo). Es la ciudad más fría del estado.

## Historia

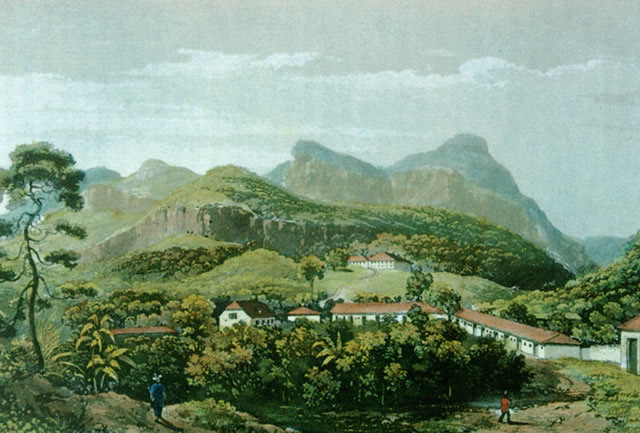
Nova Friburgo durante la colonización suiza y germánica (1820 – 1830).

Hacia el siglo XIX, la región de la actual Nova Friburgo estaba ocupada por indígenas purís (también llamados purís-coroados). El 16 de mayo de 1818, el rey Juan VI, sintiendo la necesidad de estrechar los lazos de amistad con los pueblos germánicos, para obtener apoyo contra el imperio francés, propuso una colonización planeada, a fin de promover y ampliar la civilización en el reino de Brasil. Él promulgó un decreto por el cual se autorizó al Cantón de Friburgo a establecer una colonia de cien familias suizas en la hacienda Morro Queimado, en el distrito de Cantagalo, localidad de clima y características naturales semejantes a las de su país de origen. 
Entre 1819 y 1820, la región fue colonizada por 265 familias suizas, lo cual totalizó 1 458 inmigrantes. Fue denominada por los suizos Nova Friburgo, en homenaje a la ciudad de donde partió la mayoría de las familias. 
Después de la independencia de Brasil (1822), el gobierno imperial continuó la política de aumentar la población del país atrayendo la colonización europea. Ochenta familias alemanas previamente designadas para la provincia de Bahía, por razones desconocidas se dirigieron a Nova Friburgo, donde llegaron el 3 y el 4 de mayo de 1824. Llegadas similares de italianos, portugueses y una minoría de sirios provocaron un aumento tal de la población que la villa fue elevada a la condición de ciudad el 8 de enero de 1890.
En 1872, el barón de Nova Friburgo trajo a la región el Ferrocarril Leopoldina, para el transporte del café de Cantagalo. La agricultura fue la base de la actividad económica hasta 1910, cuando la llegada de pioneros industriales provocó el desarrollo de un sector industrial que aún prospera en los días actuales. También tuvo importancia la proximidad de Niterói y Río de Janeiro y el desarrollo de medios de transporte y comunicación, como las carreteras pavimentadas y el telégrafo. Todo ello estimuló el crecimiento de una pequeña industria del turismo, la que, juntamente con el comercio, se transformó en la principal fuente de ingresos de la ciudad. 

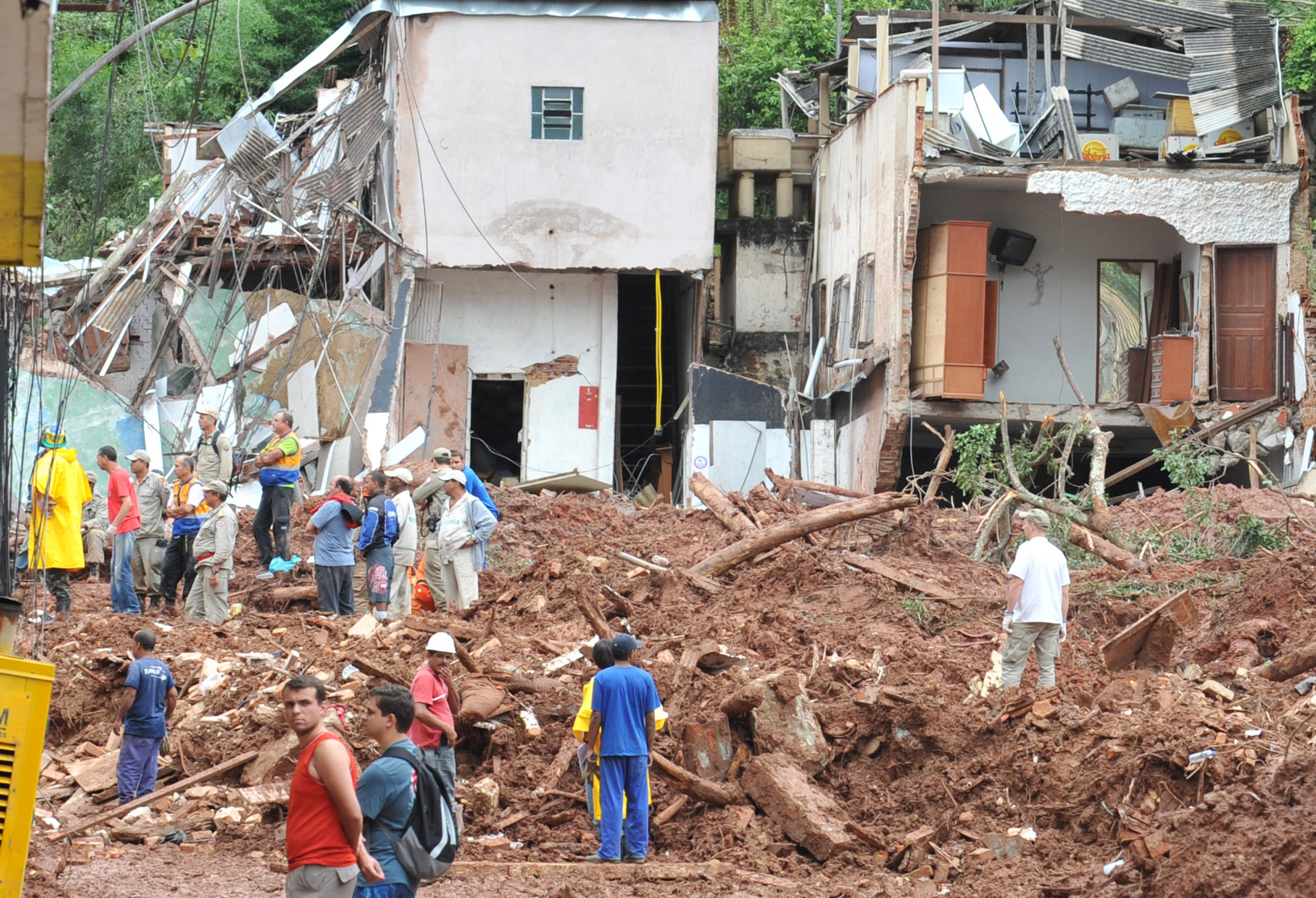
Nova Friburgo durante los deslizamientos de tierra de 2011.

Nova Friburgo fue afectada por las inundaciones y deslizamientos de tierra en Río de Janeiro en enero de 2011, que causaron por lo menos 820 muertes y más de 200 personas desaparecidas en el más grande desastre natural en la historia de Brasil. La población se quedó sin agua ni electricidad ni comida ni gas.

## Clima
Nova Friburgo tiene un clima tropical de altitud (clasificación climática de Köppen Cwa), con inviernos frescos y secos, y veranos húmedos. La temperatura anual promedio es de 19 °C.

## Economía

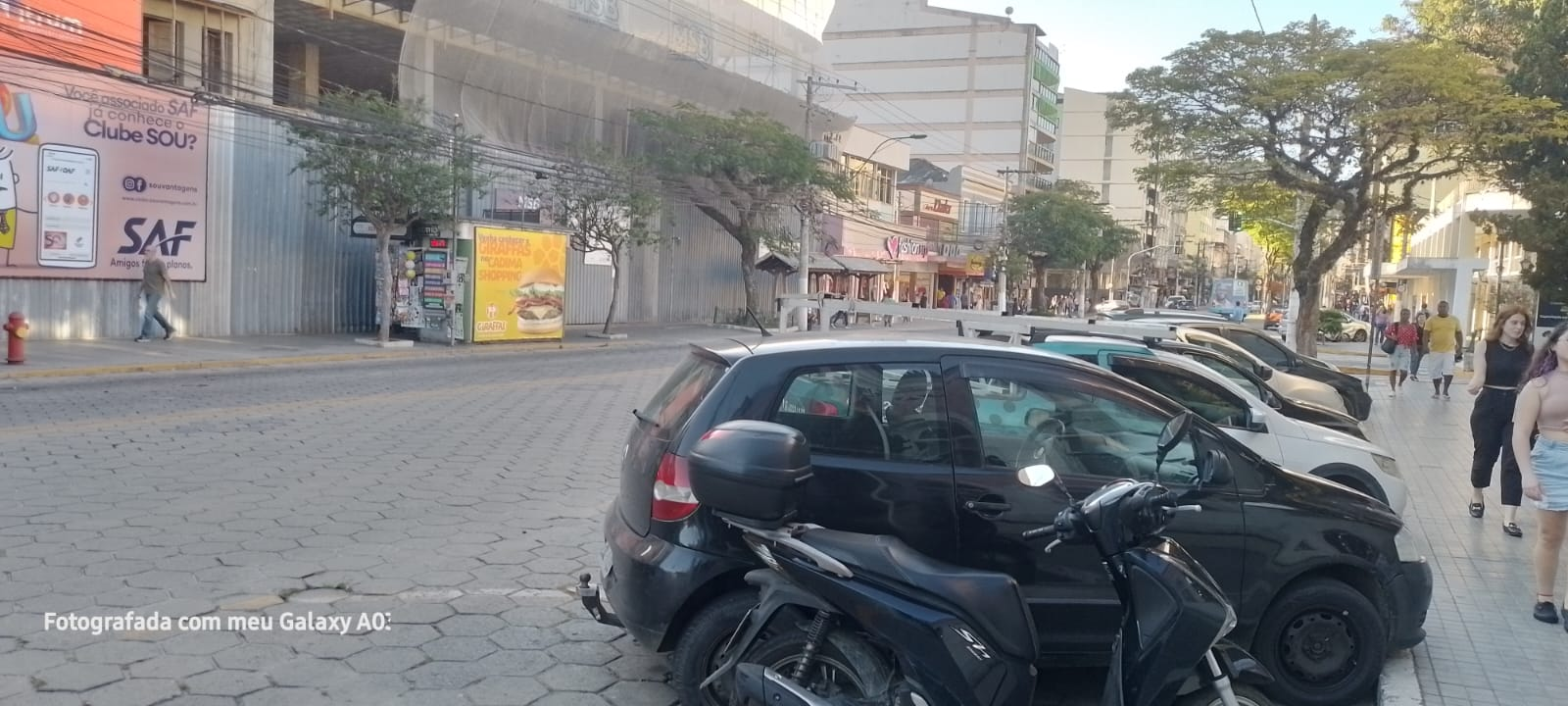
Avenida Alberto Braune, centro de Nova Friburgo

La ciudad tiene una gran vocación para el turismo, en virtud del paisaje, ríos, senderos y locales bucólicos. Tiene la mejor infraestructura de hoteles del estado, después de la capital, Río de Janeiro. El casco urbano es visitado por su clima frío, la tranquilidad y romanticismo. Sin embargo, también hay atracciones más distantes del centro, para aquellos interesados en el ecoturismo y los deportes de aventuras, como el balsismo y el piragüismo. El distrito de Lumiar es uno de los más importantes sitios para dichas actividades en el estado de Río de Janeiro.
Nova Friburgo es conocida como la capital de la moda íntima, debido a la gran producción y variedad de modelos, con marcas locales que compiten en el mercado internacional. Otras industrias importantes son la textil y la metalúrgica. 
En cuanto a la agricultura destaca el área de la olericultura, la cría de cabras, así como en la producción de flores, de la cual el municipio es el segundo mayor productor del país, superado solamente por Holambra, en el estado de São Paulo.

## Turismo

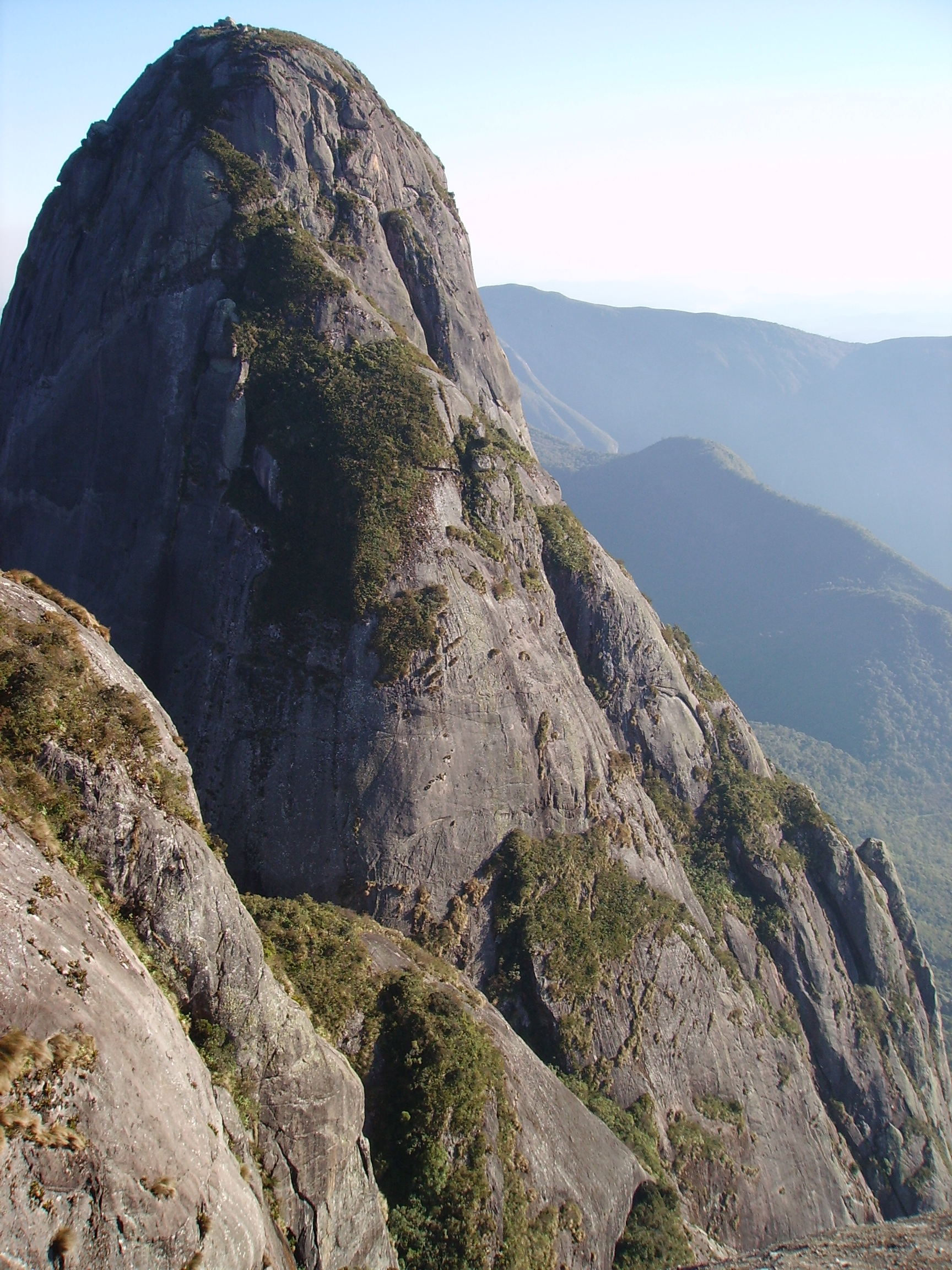
Pico Maior de Friburgo – el punto más alto de la Serra do Mar – 2 316 m.

Las principales atracciones de la ciudad son:
- Arquitectura en estilo alpino de los edificios del MuryShopping, los hoteles Bucsky y Garlipp y el restaurante Bräun & Bräun
- Casa Suiza
- Catedral de São João Batista
- Centro Gastronómico, en el distrito de Mury
- Distrito de Lumiar
- Distrito de São Pedro da Serra
- Encontro dos Rios (encuentro de los ríos Macaé y Bonito)
- Escuela de fabricación de quesos FRIALP
- Nova Friburgo Country Club
- Parque de Furnas do Catete, con la Piedra Cão Sentado (Perro Sentado)
- Pedra Riscada (piedra rayada)
- Plaza Getulio Vargas
- Plaza Marcilio Dias, que marca el comienzo de la colonización, pues es el área donde los primeros alemanes acamparon, llegando de Europa
- Plaza Suspiro, con la más grande telesilla del país

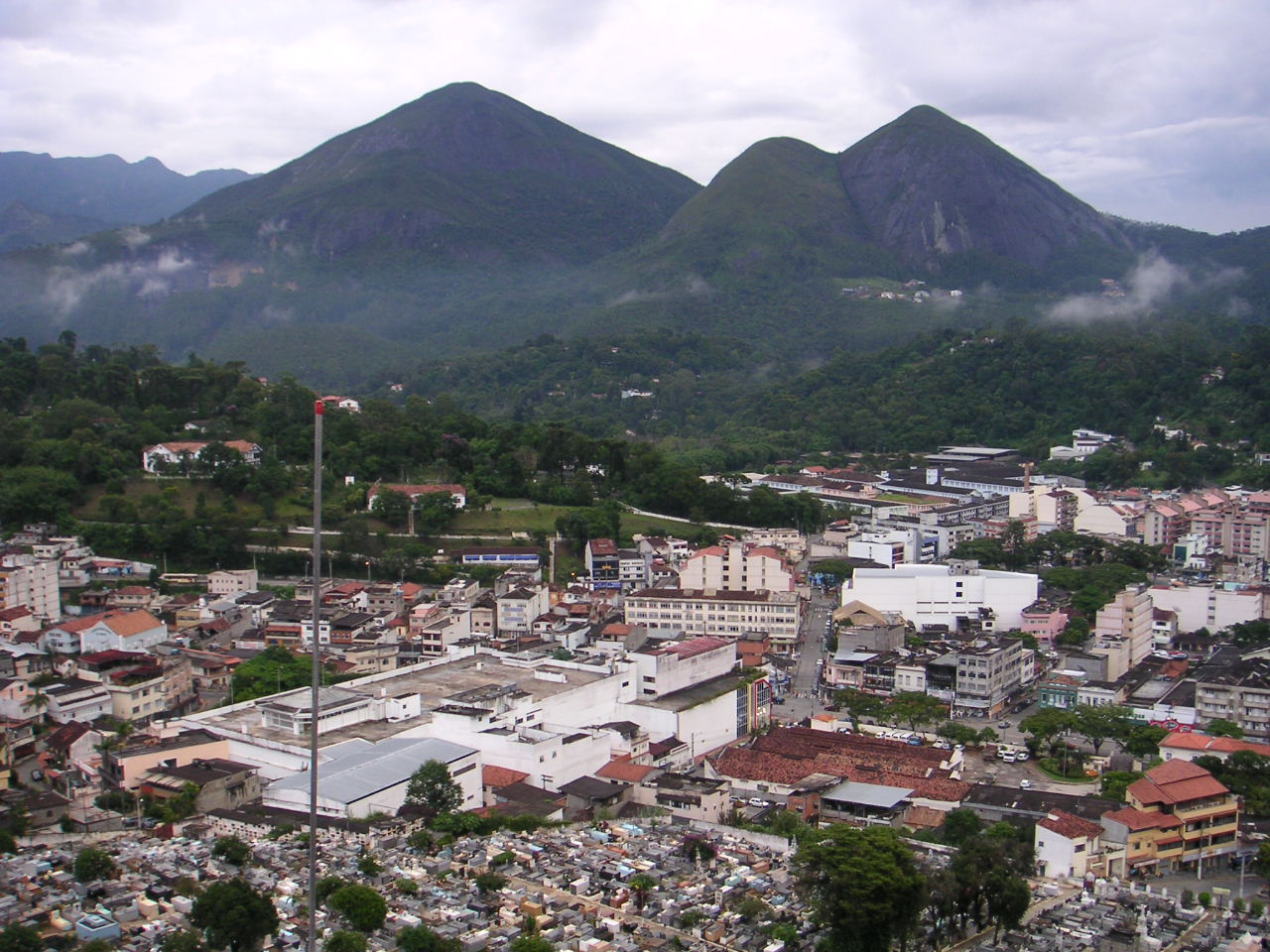
Nova Friburgo vista desde la Calle Emilia Falcheto, en el barrio Cordoeira.